# سارساوا
سارساوا (به انگلیسی: Sarsawa) یک منطقهٔ مسکونی در هند است که در بخش صحرانپور واقع شده‌است. سارساوا ۱۸٬۹۵۶ نفر جمعیت دارد.